# Carl Petter Lenning
Carl Petter Lenning, född 1711, död 1788, var en svensk-finsk domkyrkoorganist och grundare av den första finländska orkestern Akademiska kapellet, 1747. Han var 1738–1741 domkyrkoorganist i Strängnäs stadsförsamling och 1741–1788 i Åbo domkyrka.
Lenning spelade violin, piano och orgel.

## Biografi
Lenning växte upp i Strängnäs och kom senare att bli violinist i Hovkapellet i Stockholm under Johan Helmich Romans ledning. Åren 1738–1741 var Lenning domkyrkoorganist i Strängnäs stadsförsamling. Han flyttade 1741 till Åbo och var domkyrkoorganist där fram till sin död 1788. Där gav han även privatlektioner i violin och klaver. År 1747 blev han director musices vid Åbo akademi.

## Klavikord
- 1765 - Klavikord. Restaurerade på 1890-talet och 1936. Finns idag på Finlands Nationalmuseum i Helsingfors.